# روبيرت بارتشاك
روبيرت بارتشاك (بالبولندية: Robert Bartczak) (12 مارس 1996 بفوتسوافك في بولندا - ) هو لاعب كرة قدم بولندي في مركز الوسط. شارك مع منتخب بولندا تحت 16 سنة لكرة القدم ومنتخب بولندا تحت 17 سنة لكرة القدم ومنتخب بولندا تحت 18 سنة لكرة القدم ومنتخب بولندا تحت 19 سنة لكرة القدم. أما مع النوادي، فقد لعب مع ليغيا وارسو.

## روابط خارجية
- روبيرت بارتشاك على موقع قاعدة بيانات كرة القدم.إي يو (الإنجليزية)
- روبيرت بارتشاك على موقع Soccerway.com (الإنجليزية)